# Niet voor publikatie

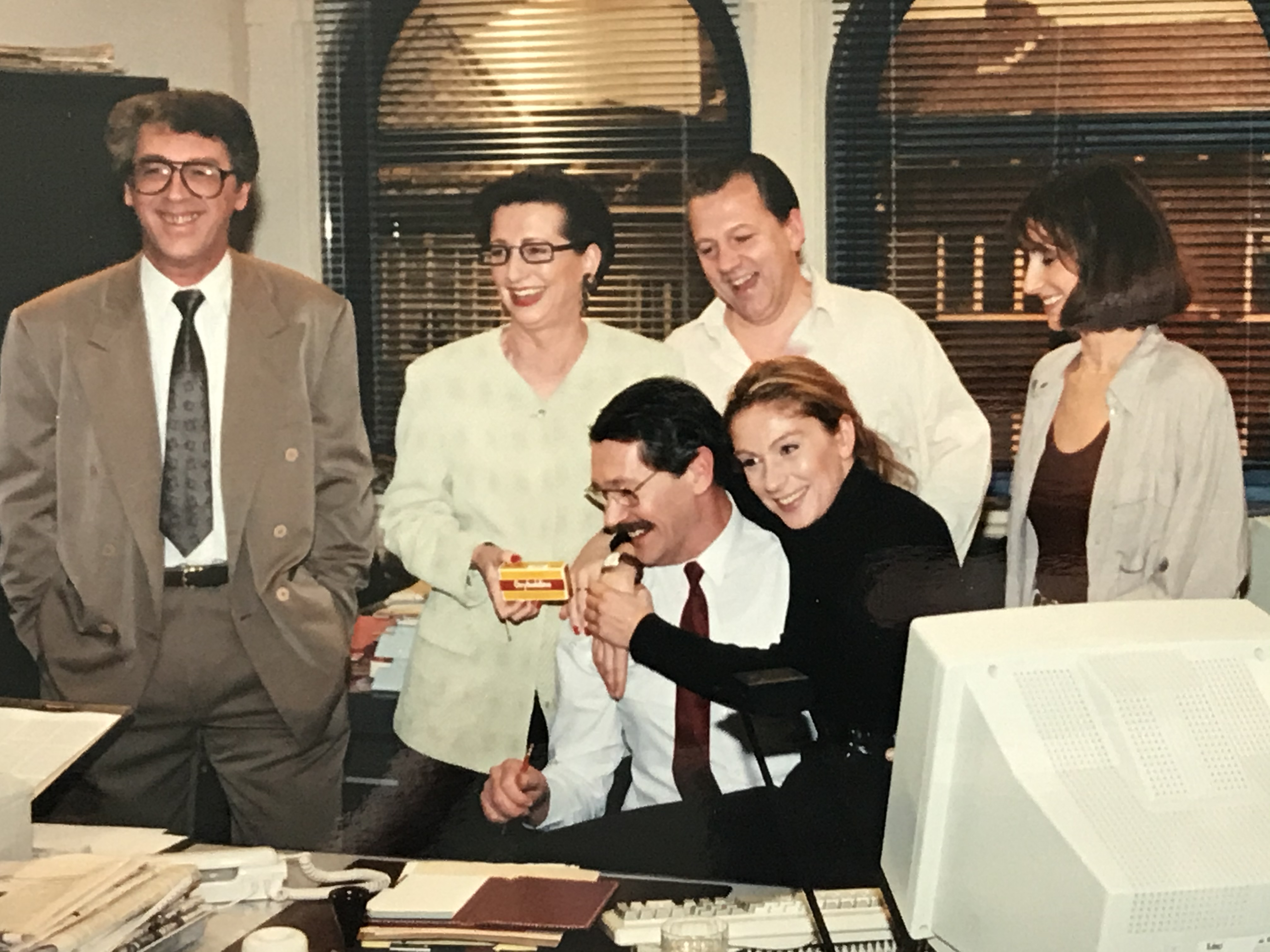
Foto Thomas Heuser, persvoorstelling Brtn 1994.

Niet voor publikatie was een Vlaamse BRTN-televisieserie die in 1994 en 1995 werd uitgezonden naar een scenario van Ward Hulselmans. In de serie wordt het doen en laten van de journalisten op de redactie van een rioolkrant gevolgd.
Er werden twee seizoenen van elk 10 afleveringen uitgezonden.  De reeks is een vervolg op een miniserie van 3 tv-films uit 1991 die gemaakt werden onder het Made in Vlaanderen-label.

## Verhaallijn
Tony Verbruggen was gerechtsjournalist bij een kwaliteitskrant, maar werd daar ontslagen na een omkoopschandaal waarbij hij informatie tegen betaling uit de krant hield. Daardoor moest hij een job aannemen bij de sensatie zoekende tabloid Express. Hoofdredactrice Danielle Polspoel schuwt de leugen niet, zolang de taal maar eenvoudig en sensationeel blijft. Tony's vrouw Isabelle heeft hem op straat gezet, alleen zijn dochter Eva trekt zich het lot van haar vader nog aan. Met zijn collega's journalist Eric De Moor en fotografe Yvette Willems komt hij wel overeen, van de bekendste journalist van Express, Yvo Sterckx moet hij geen cadeaus verwachten. De ploeg wordt versterkt door Ellen De Vos. In het laatste seizoen wil Verbruggen ontslag nemen bij Express, en uitbollen, maar een laatste zaak kost hem het leven. Ellen De Vos wordt het nieuwe hoofdpersonage van de reeks.

## Rolverdeling
- Vic De Wachter als Tony Verbruggen
- Camilia Blereau als hoofdredactrice Danielle Polspoel (in de miniserie met drie afleveringen wordt die rol gespeeld door Viviane De Muynck)
- Hubert Damen als Eric De Moor
- Alex Van Haecke als Yvo Sterckx
- Mieke De Groote als Yvette Willems
- Ianka Fleerackers als Eva Verbruggen
- Nora Tilley als Isabel Waterschoot
- Ann Ceurvels als Ellen De Vos
- Barbara Bracke als Chrisje (in de miniserie met drie afleveringen wordt die rol gespeeld door Karlijn Sileghem)
- Bart Dauwe als Jef
- Johan Van Lierde als Xavier De Block
- Oswald Versyp als Fernand De Caluwé
- Dirk Tuypens als commissaris Raymond Van Deuren (in de miniserie met drie afleveringen wordt die rol gespeeld door Jakob Beks)
- Dirk Vermiert als inspecteur Van Loon

## Afleveringen

### Seizoen 1
1. Eens veroordeeld
2. Derde keer, goede keer
3. Om het staatsbelang
4. De honger
5. De helderziende
6. Burgerwacht
7. Schijn bedriegt
8. Het idool
9. Lange vingers
10. Dubbelspel

### Seizoen 2
1. Koud geld, deel 1
2. Koud geld, deel 2
3. Het kind van de rekening
4. Het goede doel
5. Oog om oog
6. De robotfoto
7. Spreken is goud
8. Dubbelsprong
9. David X
10. Masha

## Miniserie
Niet voor publikatie was oorspronkelijk een minireeks van drie tv-films waarin te zien was hoe Tony Verbruggen op de redactie van Express terechtgekomen is:
1. Het model
2. De overdosis
3. Overbodige luxe

In deze minireeks werden de rollen van Danielle Polspoel, Chrisje en commissaris Raymond Van Deuren vertolkt door andere acteurs.

## Dvd-uitgave
In 2009 kwam de reeks uit op dvd, in de collectie VRT-Klassiekers. De miniserie is nooit uitgebracht op dvd noch heruitgezonden, met uitzondering van de tv-film Overbodige luxe die op 3 maart 2015 opnieuw te zien was op Canvas in MeMotv.

## Boeken
- Bob VAN LAERHOVEN, Niet voor publikatie, Uitgeverij Houtekiet, 1994. ISBN 978-90-524-0220-8